# Ricardo Piglia
 (décembre 2022).
- Si vous ne connaissez pas le sujet, laissez ce bandeau (vous pouvez alors contacter les auteurs).
- Si vous supprimez le contenu mis en cause (vous pouvez préalablement contacter les auteurs),

argumentez précisément cette suppression dans la page de discussion
(un manque de référence n'est pas un argument ; une recherche réelle de référence doit avoir été effectuée, être formellement documentée).
 (janvier 2017).
Si vous disposez d'ouvrages ou d'articles de référence ou si vous connaissez des sites web de qualité traitant du thème abordé ici, merci de compléter l'article en donnant les références utiles à sa vérifiabilité et en les liant à la section « Notes et références ».
Ricardo Emilio Piglia Renzi, né le 24 novembre 1941 à Adrogué (province de Buenos Aires) et mort le 6 janvier 2017 à Buenos Aires, est un écrivain et scénariste argentin.

## Biographie
Ricardo Piglia étudie l'Histoire à l'université nationale de La Plata. Après ses études, il travaille pendant une décennie dans des maisons d'édition de Buenos Aires, où il dirige Serie Negra, une célèbre collection de romans policiers qui publie les classiques du roman noir américain : Dashiell Hammett, Raymond Chandler, David Goodis et Horace McCoy. « J'ai commencé à lire des policiers presque comme une suite naturelle de mon intérêt pour la littérature américaine. On lit Fiztgerald puis Faulkner et rapidement on rencontre Hammett et David Goodis.  Plus tard, entre 1968 et 1976, j'ai lu des policiers par nécessité professionnelle, comme directeur de collection. »
Piglia est aussi critique et essayiste. Il fait paraître des essais sur Roberto Arlt, Borges, Sarmiento, Macedonio Fernández et sur d'autres écrivains argentins.
Depuis 1977, il est professeur invité dans diverses universités des États-Unis, dont celles de Harvard et Princeton. 
Il crée, avec le musicien Gerardo Gandini, l'opéra La ciudad ausente, basé sur son propre roman et joué pour la première fois en 1995 au Teatro Colón à Buenos Aires.
Son œuvre est traduite en plusieurs langues, notamment en anglais, français, italien, allemand et portugais.

### L'affaire du Prix Planeta argentin
L'attribution en 1997 du Prix Planeta Argentine à son roman Argent brûlé (Plata quemada) provoque une polémique quand certains médias affirment que le roman a déjà fait l'objet d'un contrat éditorial avec les éditions Planeta, alors que le règlement du concours stipule que tout livre soumis au jury ne peut avoir fait l'objet d'un contrat avec un tiers. 
À la suite de ces divulgations de la presse, l'écrivain Gustavo Nielsen, finaliste du même prix, intente un procès à Ricardo Piglia et à son éditeur, faisant partie du groupe Planeta et organisateur du prix. Il gagne en deuxième instance. Ricardo Piglia se défend en affirmant que, s'il était bien lié à Planeta par un contrat d'exclusivité pour toutes ses œuvres postérieures, il n'avait pas encore imaginé écrire ce roman quand il avait signé ce contrat en 1994 et que, par ailleurs, Planeta en tant que maison d'éditions organisatrice du concours en pouvait pas être considérée comme un tiers, la clause ayant seulement pour objet de protéger Planeta de la signature du récipiendaire du prix avec une maison différente. Le fait même que Piglia ait présenté son roman sous le pseudonyme de Roberto Luminari et le titre Pour amour de l'art pour se protéger et concourir de manière impartiale lui fut reproché comme une circonstance aggravante et la preuve d'une volonté délibérée de manipuler le jury. Achevé en juillet 1997, le roman est présenté aussitôt au concours dont la date limite de dépôt était fixée au mois d'août. L'erreur de Piglia fut de confier à A. Pauls en septembre qu'Argent brûlé allait sortir chez Planeta, c'est-à-dire deux mois avant que le prix Planeta soit décerné. Dès lors, il lui était difficile de prétendre que ce roman n'avait pas fait l'objet d'un contrat et le choix du pseudonyme se retourna contre lui. Dans cette affaire, Ricardo Piglia reçoit toutefois le soutien de cinquante écrivains et intellectuels argentins. Certains reprochent à Piglia d'avoir fait preuve de naïveté et d'avoir été vraiment mal conseillé dans cette affaire par son ami et agent Guillermo Schavelzon, lui-même ancien cadre du groupe Planeta, condamné avec lui. Mais en Argentine, rien ne se passe comme ailleurs et la paranoïa, comme l'illustre bien l'œuvre de Piglia elle-même, se glisse partout. Rien n'y fit, Ricardo Piglia et son éditeur furent finalement condamnés à verser 10000 pesos. Même si la qualité de l'œuvre primée n'était pas en cause, l'image de Ricardo Piglia en Argentine n'a pas été affectée par cette affaire, pas plus que dans d'autres pays. Il remporte ainsi le prix Romulo Gallegos en 2011 pour Cible nocturne (Blanco nocturno).
Il meurt le 6 janvier 2017 à l'âge de 75 ans d'une sclérose latérale amyotrophique, dont il souffrait depuis plusieurs années.

## Piglia et le cinéma
Il a signé les scénarios de trois films : Cœur allumé (Corazón iluminado, 1996) de Héctor Babenco ; La Sonámbula (1998) de Fernando Spiner ; El astillero (2000) de David Lipszyc, une adaptation du roman éponyme de Juan Carlos Onetti, publié en 1961 et paru en français sous le titre Le Chantier en 1967. 
Marcelo Piñeyro réalise en 2000 le film Vies brûlées, adaptation du roman Argent brûlé de Piglia sur un scénario du même Piñeyro et de Marcelo Figueras : le film remporte en Espagne le Prix Goya 2000 du meilleur long métrage étranger de langue espagnole.

## Œuvres

### Romans
- Respiración artificial (1980) Publié en français sous le titre Respiration artificielle, traduit par Isabelle et Antoine Berman, Marseille, éditions André Dimanche, 2000  (ISBN 2-86916-116-6)
- La ciudad ausente (1992) Publié en français sous le titre La Ville absente, traduit par François-Michel Durazzo, Paris, Zulma, 2009  (ISBN 978-2-84304-486-1)
- Plata quemada (1997) Publié en français sous le titre Argent brûlé, traduit par François-Michel Durazzo, Marseille, éditions André Dimanche, 2001  (ISBN 2-86916-125-5) ; réédition, Paris, Zulma, 2010  (ISBN 978-2-84304-506-6) ; réédition, Paris, J'ai lu no 10042, 2012  (ISBN 978-2-290-03899-4)
- Blanco nocturno (2010) Publié en français sous le titre Cible nocturne, traduit par François-Michel Durazzo, Paris, Gallimard, coll. « Du monde entier », 2012  (ISBN 978-2-07-013223-2) ; réédition, Paris, Gallimard, coll. « Folio » no 5734, 2014  (ISBN 978-2-07-045741-0)
- El camino de Ida (2013) Publié en français sous le titre Pour Ida Brown, traduit par Roberto Amutio, Paris, Gallimard, coll. « Du monde entier », 2014  (ISBN 978-2-07-014474-7) ; réédition, Paris, Gallimard, coll. « Folio » no 5932, 2014  (ISBN 978-2-07-046310-7)

### Recueils de nouvelles
- Jaulario (1967)
- La invasión (1967)
- Nombre falso (1975) Publié en français sous le titre Faux Nom, traduit par Françoise Campo-Timal, Saint-Herblain, éditions Arcane 17, 1990
- Prisión perpetua (1988)
- Cuentos morales (1995)
- El pianista (2003)

### Nouvelle
- Un encuentro en Saint-Nazaire (1989) Publié en français sous le titre Une rencontre à Saint-Nazaire, édition bilingue, traduit par Alain Kéruzoré, Saint-Nazaire, éditions MEET, 2005

### Essais
- Crítica y ficción (1986)
- Formas breves (1999)
- El último lector (2005) Publié en français sous le titre Le Dernier Lecteur, traduit par André Gabastou, Paris, Christian Bourgois, 2008  (ISBN 978-2-267-01961-2)
- Teoría del complot (2007)
- La forma inicial (2015)
- Por un relato futuro. Conversaciones con Juan José Saer (2015)
- Las tres vanguardias (2016)
- Escritores norteamericanos (2017)

### Autres publications
- Diccionario de la novela de Macedonio Fernández (2000)
- Antología personal (2015)
- Los diarios de Emilio Renzi (2015-2017), trois volumes